# Hugh McDonald
Hugh McDonald (ur. 28 grudnia 1951 w Filadelfii) – amerykański basista, muzyk sesyjny. Od 1994 roku gitarzysta basowy zespołu Bon Jovi, oficjalnie jego członek od 2016 r. Zastąpił wyrzuconego z zespołu Aleca Johna Sucha.
Hugh McDonald używa najczęściej gitar basowych firmy Sadowsky. Zwykle jest to Sadowsky NYC P/J 5, jednak ostatnio można zobaczyć go na koncertach z takimi gitarami jak Sadowsky Original P5 (np. koncert Bon Jovi Live at MSG w 2008 roku), oraz Fender Precision Bass. Muzyk używa zwykle wzmacniaczy firmy EBS, są to: EBS Grom ET, EBS Drome, EBS-410 800 W RMS 4x10"+2" oraz jednostka mocy (650W) EBS TD 650.